# Panorpa concolor
Panorpa concolor är en näbbsländeart som beskrevs av Peter Esben-Petersen 1915. 
Panorpa concolor ingår i släktet Panorpa och familjen skorpionsländor. Inga underarter finns listade i Catalogue of Life.